# Forcipomyia viridis
Forcipomyia viridis är en tvåvingeart som beskrevs av Clastrier och Delecolle 1991. Forcipomyia viridis ingår i släktet Forcipomyia och familjen svidknott.
Artens utbredningsområde är Nya Kaledonien. Inga underarter finns listade i Catalogue of Life.